# 塞伊奈约基机场
塞伊奈约基机场（芬蘭語：Seinäjoen lentoasema，IATA：SJY，ICAO：EFSI），是芬兰塞伊奈约基的一座民用机场，距塞伊奈约基市中心14千米。该机场于1976年开通。
在2016年初机场的运作停止。机场由一个叫的基金管理。塞伊奈约基的居民要乘航班飞机的话，得去74公里之外的瓦萨机场。现在机场的目标是发展用于休闲旅游的包机旅行。